# Pellonula leonensis
Pellonula leonensis és una espècie de peix pertanyent a la família dels clupeids.

## Descripció
- Pot arribar a fer 10 cm de llargària màxima.
- 13-19 radis tous a l'aleta dorsal i 16-27 a l'anal.[5][6]

## Reproducció
Al llac Volta té lloc entre el setembre i el juliol.

## Alimentació
Menja insectes terrestres i aquàtics, ostracodes i larves de peixos.

## Depredadors
A Nigèria és depredat per Hydrocynus forskalii i Lates niloticus, a Ghana per Schilbe mystusi i Cynothrissa mento, i a la Costa d'Ivori per Elops lacerta.

## Hàbitat
És un peix d'aigua dolça, salabrosa i marina; pelàgic-nerític; anàdrom i de clima tropical (17°N-5°S).

## Distribució geogràfica
Es troba a Àfrica: des del Senegal fins al Camerun i la República Democràtica del Congo.

## Costums
És principalment nocturn.

## Observacions
És inofensiu per als humans.